# Порт-Матюрен
Порт-Матюрен — город, административный центр острова Родригес в государстве Маврикий. Население (на 2008 год) — 5929 человек.
Порт-Матюрен располагается в единственной бухте на острове Родригес, пригодной для захода больших судов. Был основан в XVIII веке французскими колонистами с острова Маврикий. Получил своё название от имени одного из первых переселенцев Матурина Бреньи.
С 2001 года в Порт-Матюрене размещается Региональное собрание острова Родригес.
Основные отрасли экономики — рыболовство, торговля, обслуживание морского транспорта и туристов. В Порт-Матюрене работает морской порт.

## Морской музей им.адмирала Невельского
В 1997 году в лагуне острова Родригес была обнаружена российская яхта «Адмирал Невельской» длиной 12 метров. Ранее яхта использовалась российским Морским государственным университетом как исследовательское судно, но мачты судна и руль были повреждены во время плавания в 1995 году, яхта дрейфовала в течение 21 дня, пока команда не была спасена экипажем украинского судна Аркая. Яхта «Адмирал Невельской» была брошена, поскольку капитан яхты Леонид Лысенко был уверен, что корабль рано или поздно затонет, однако судно продолжало дрейфовать в море без экипажа более 2 лет, прежде чем его не прибило к острову Родригес. После этого оно было снято с воды и доставлено на берег. В 2010 году почётный посол Бернард Эрик Тифис Дегтяренко обнаружил яхту и связался с Морским государственным университетом. Правительство России официально передало яхту во владение послу, после чего, в знак признания связи России с Индийским океаном, корабль был преобразован в морской музей, который расположился в Порт-Матюрене.